# Lijst van bijpersonages uit Futurama
Dit is een lijst van bijpersonages uit de animatieserie Futurama. Deze personages hebben vaak geen belangrijke rol in de serie, en doen over het algemeen maar in een enkele aflevering mee.

## Seizoen 1

### "Space Pilot 3000"
- O'Grady – de eigenaar van O'Grady's Pub
- I.C. Wiener – Een valse naam gebruikt door Nibbler om Fry naar het cryogeenlab te lokken.
- Angelyne – een showgirl op een reclamebord in New New York.
- O’Zorgnax – de eigenaar van O’Zorgnax’s Pub.

### "The Series Has Landed"
- Evans – Een medewerker van Horrible Gelatinous Blob in een Planet Express reclamefilmpje.
- Craterface – Luna Parks mascotte.
- Lulabelle 7 – De eerste robotdochter.
- Daisy May 128K – De tweede robotdochter.

### "I, Roommate"
- Emperor Nimbala (overleden) – Heerste over Zuben Five 29 miljoen jaar geleden. Professor Farnsworth was in het bezit van Nimbala’s sarcofaag.
- Dr. Mobutu (overleden)– Professor Farnsworths voormalige collega. Na zijn dood werd zijn appartement tijdelijk gehuurd door Fry en Bender.
- Mrs. Mobutu (mogelijk overleden) – Dr. Mobutus vrouw.
- Mary – Een ondertekende foto van Calculon werd aan haar gegeven, maar gestolen door Bender.
- Zevulon the Great (overleden) – nog een van Professor Farnsworths mummies.

### "Love's Labours Lost in Space"
- Doug – Leela's afspraakje aan het begin van de aflevering. Hij heeft een hagedistong.
- Bolt Rollands – Een racer. Amy probeerde hem aan Leela te koppelen.
- M5438 – Een wezen van pure energie die ook door Amy werd uitgekozen als mogelijke vriend voor Leela.
- Corpsatron - een van de vele moordrobots die Branigan versloeg.

### "Fear of a Bot Planet"
- Spelers van het bezoekende team: Karis, Adler, Horsted, Verrone, Keeler, Buras, Cohen, Kaplan, en Morton
- New New York Yankees spelers: Costanza, Maris*, Zork, Zork, Jr., Qzdjlyd, Lombard, Gore, Raspberry, en Jones met Clemens' arm
- Miller – stond op het punt 70 blerns te slaan.
- Clem Johnson – een oude maar goede blernsball speler.
- "Wireless" Joe Jackson – een robot die ooit speelde voor de oude Robot Leagues.
- Pitch-O-Mat 5000 – een pitcher in de oude Robot Leagues.
- Robot Burgemeester – De burgemeester van Chapek 9.
- Rusty (overleden) – Een robot uit de film "It Came From The Planet Earth!"
- Wendy – Een robotactrice die ook meedeed in de film "It Came From The Planet Earth!" *Jimmy – Een incompetente Robot Elder.

### "A Fishful of Dollars"
- Calvin Clone – De eigenaar van een parfumketen. De naam is een parodie op Calvin Klein
- Cosmic Ray – De eigenaar van Cosmic Ray's Pizza. Hij is een robot met een koksmuts op, en met een typisch New Yorks accent.
- Staadgi & Staadgi – Waarschijnlijk de eigenaren van Staadgi & Staadgi Auctioneers.

### "My Three Suns"
- Bont – De heerser van Trisol, totdat Fry hem per ongeluk opdronk.
- Murg – Hogeprieser van de Trisolians en adviseur van de keizer.
- Gorgak – Voormalige eerste minister en administrator van de Trisolians. Werd ontslagen toen Fry Bender aanstelde als nieuwe eerste minister.
- Flork – Trisols politische satirist.
- Voormalige keizers van Trisol: Plon, Strug, Shwab, Bont "the Viscous", Ungo "the Moist", Zorn "the Stagnant", Hudj "the Dewy", en Throm "the Chunky"

### "A Big Piece of Garbage"
- Cinnamon –Professor Wernstroms vis.
- Pete – Eigenaar van Pete's TV.

### "Hell is Other Robots"
- Fender – een robot die lijkt op een amp met drie knoppen voor volume, bass en treble.
- Sparky – Vermoedelijk eigenaar van Sparky's Den.
- Big Vinny – Een misdadiger van de planeet Sicili 8.
- Richie (overleden) – Frys oude vriend.
- Jerimatic (overleden) – Genoemd door Bender in zijn gebed in Elzar's.
- Hookerbot 5000 – Een robothoer in New Jersey.
- Reckless Ted – De eigenaar van Reckless Ted's Funland, het park waar de robothel zich bevindt.

### "A Flight to Remember"
- De Gravin De La Roca (overleden) – Verscheen in het begin van de aflevering toen Bender haar zag in de eerste klas. Hij werd verliefd op haar en gedurende de rest van de reis probeerde hij haar hart te veroveren. Aan het eind kwam ze om toen ze in een zwart gat werd gezogen.

### "Mars University"
- Guenter – Een aap die bovenmenselijke intelligentie verkreeg door Professor Farnsworths experimenten.
- Gearshift – president van het Robothuis. Volgens Bender is hij een loser.
- Oily – Oily is een lid van het Robothuis en een schaker. Hij versloeg Fat Bot in 143 zetten.
- Fat Bot - Fat Bot is een lid van het Robothuis. Als hij nerveus wordt, eet hij alles wat los en vast zit.
- Dean Vernon – de decaan van de Universiteit van Mars. Hij heeft een hekel aan het Robothuis en alle leden hiervan.
- Snake Boy – Een feestbeest op het Coney Island College waar Fry eerst heen ging.
- Studenten in de 20e-eeuwse geschiedenis: Hess, Pereira, Mandel, Kidd, Dempsey, Gutrich, Patrizio, Cyterski, Mignon
- Chrissy
- Chet– Een van de studenten van het Snootyhuis.
- Vending Machine -

### "When Aliens Attack"
- Jenny McNeal (overleden) – een actrice uit de 20e eeuw die de hoofdrol speelde in “Single Female Lawyer”.
- President McNeal (overleden) – voormalige president van de Aarde voordat Richard Nixon werd gekozen. Hij werd gedood toen hij Lrrr begin te irriteren na te zijn ontvoerd door Zapp Brannigan.

### "Fry and the Slurm Factory"
- Slurms MacKenzie (overleden) – De mascotte van de drank Slurm. Hij kwam om bij een instorting waarbij hij werd bedolven onder stenen.
- Glurmo – Een worm van de planeet Wormulon. Zijn personage is gelijk aan dat van Willy Wonka. Hij begeleidt de groepen toeristen in de Slurmfabriek.
- Grunka Lunkas – De arbeiders in de Slurmfabriek.

## Seizoen 2

### "I Second That Emotion"
- El Chupanibre – een monster dat in de riolen woonde, en nu in de onderriolen woont. Het is een groen beest dat driemaal groter is dan Bender, en een hoorn op zijn voorhoofd heeft.

### "Brannigan Begin Again"
Geen.

### "A Head in the Polls"
- Jack Johnson en John Jackson – De twee hebben identiek DNA en zijn dus klonen.

### "Xmas Story"
- Zoidfarb - Dr. Zoidbergs neef die hem een Xmas kaart stuurt.

### "Why Must I Be a Crustacean in Love?"
- Edna (overleden) – Een Decapodian van Decapod 10, die op dezelfde middelbare school zat als Dr. Zoidberg. Toen Fry probeerde Zoidberg aan een partner te helpen voor het paarseizoen van de Decapodian, koos hij haar uit. Uiteindelijk koos ze een andere Decapodian, en stierf meteen na het paren.
- Vinnie (overleden) – een heremietkreeft die Dr. Zoidberg vroeger altijd pestte.

### "Lesser of Two Evils"
- Halatina Smogmire – Miss Methane Planet en een deelnemer van de Miss Universe verkiezing.
- Teenbot -

### "Put Your Head on My Shoulders"
- Victor – een autoverkoper en monteur in Malfunctioning Eddy's.
- Gary – Amy's afspraakje nadat Frys hoofd op haar lichaam wordt gezet.

### "Raging Bender"
- The Masked Unit – Een robotworstelaar die per ongeluk werd verslagen door Bender. Zijn echte naam is onbekend.
- Phnog – Leela’s oude gevechtstrainer met een seksistische kijk op vrouwen.
- The Clear Cutter – Een houthakkerrobot die als eerste officieel werd verslagen door Bender.
- Billionaire-Bot' – De tweede robot die Bender officieel wist te verslaan.
- The Foreigner – Benders derde tegenstander, die hij ook wist te verslaan.
- Destructor – Benders laatste tegenstander tegen wie hij expres moest verliezen. Hij slaagde er toch bijna in te winnen, maar verloor.
- The Chain Smoker – een sigaretten automaat robot.

### "A Bicyclops Built For Two"
- Alkazar – een levensvorm die van gedaante kan veranderen. Hij deed zich voor als de enige andere cycloop in het universum om met Leela te trouwen.
- Ratman/Ratman's Girlfriend/Pig – Antropomorfe dieren, duidelijk een parodie op Al Bundy's vrienden uit Married With Children.

### "A Clone Of My Own"
Geen

### "How Hermes Requisitioned His Groove Back"
- Number 1.0 – Het hoofd van Centrale Bureaucratie.
- De Australische slaaf - Is op 'Spa 5' waar Hermes en LaBarbara op betaalde vakantie gaan.

### "The Deep South"
- De Kolonel – een meerman gebaseerd op Colonel Sanders. Hij is de burgemeester van Atlantia in het jaar 3000.
- Umbriel – de dochter van de kolonel. Ze had een korte relatie met Fry.

### "Bender Gets Made"
Geen

### "Mother's Day"
- Ceiling Fan – een robotventilator.
- Greeting Card (overleden) – een robotkaart gekocht door Bender voor Mom.
- Q.T. McWhiskers – een kleurrijke plushe speelgoedbeest gemaakt door Professor Farnsworth toen hij bij Mom's Friendly Robot Corp werkte.

### "The Problem With Popplers"
- Jrr- de nakomeling van Lrr en Ndnd, gestolen van zijn thuisplaneet en verkocht op Aarde als een snack.

### "Anthology of Interest I"
- Vice Presidential Action Rangers – Een groep van topnerds die de taak heeft om verstoringen van het tijd-ruimte continuüm te voorkomen. In het jaar 2000 werd de groep geleid door Al Gore. Andere leden zijn Stephen Hawking; Gary Gygax, de bedenker van Dungeons & Dragons; en actrice Nichelle Nichols. Ze verschenen in een scenario getoond aan Fry door de “What-If Machine”.

### "War is the H-Word"
- iHawk – een robotarts die oorlogsslachtoffers hielp en met een hand operaties uitvoerde.
- Jellyfish Nurse –
- The Brain Balls – de heersers van Spheron 1.
- The Hick – een soldaat die het stereotype is van een hick. Hij kauwt altijd op iets en draagt een boeren overall in plaats van een soldaten uniform.
- The Soldier – de enige soldaat in de aflevering die iets zegt. Hij is een vriend van de hoofdpersonages.

### "The Honking"
- Eurotrash 80 -
- Execu-Tor -
- Vladamir (overleden) – Hij is bij aanvang van de aflevering al overleden, en wordt begaven. Hij was Benders oom.
- Blimpf (overleden) – Zijn/haar (geslacht onbekend) naam is te zien op een grafsteen naast het graf van Vladamir.
- The Red leBaron (overleden) – Nog een naam op een grafsteen.
- You There – Echte naam onbekend, maar hij komt voor in Vladamirs testament.
- Tandy – Vladamirs enige zoon die blijkbaar Frans is van oorsprong.
- Project Satan (overleden) – de originele weerauto die Bender infecteerde met het weerautovirus. Hij werd vernietigd om de vloek op te heffen.

### "The Cryonic Woman"
Geen

## Seizoen 3

### "Amazon Women in the Mood"
- Femputer' – Een grote computer die door de Amazonian vrouwen als hun leider wordt gezien. In werkelijkheid is ze gewoon een vrouwelijke robot in een lege metalen kast.
- Ornik – Een van de Amazonian vrouwen.
- Thog – Een van de Amazonian vrouwen.

### "Parasites Lost"
- De intelligente parasieten in Frys lichaam.

### "A Tale of Two Santas"
- Kwanzaa-bot – Een robot die eeuwenlang het boek "What the hell is Kwanzaa?" moest uitgeven.

### "The Luck of the Fryrish"
- Hair Robot – verscheen in het robotgekkenhuis.
- Philip J. Fry II (overleden) – neef en naamgenoot van Fry. Was de eigenaar van Frys geluksklavertjezeven, wat hem tot de meest fortuinlijke man ooit maakte.

### "The Birdbot of Ice-Catraz"
Geen.

### "Bendless Love"
- Angelyne - Ex-vrouw van Flexo. Ging een tijdje uit met Bender, maar werd weer verliefd op Flexo.

### "The Day the Earth Stood Stupid"
- Big Brain – de leider van de Brainspawn. Hij werd verslagen toen Fry hem ving in een eigen geschreven boek.
- The Hypnotoad – een kikker met hypnotische ogen waarmee hij iedereen kan commanderen.

### "That's Lobstertainment!"
- Harold Zoid (voiced by Hank Azaria) – Dr. Zoidbergs oude oom die ooit de ster was in stomme holografische films.

### "The Cyber House Rules"
- Adlai Atkins – een oude wees uit het orphanarium waar Leela opgroeide.

### "Where the Buggalo Roam"
- Joe – een kameelachtig personage die op Mars woont.
- Vanilla Corn (Yo foo! It's...)
- Mix-Master Festus -
- Singing Wind – Hoofdman van de Martiaanse stam.
- Cynthia -

### "Insane in the Mainframe"
- Nurse Ratchet – Een robotzuster die werkt in het HAL instituut voor mentaal gestoorde robots.
- Dr. Perceptron (overleden) – Een robotdokter uit het HAL instituut. Hij werd gedood door Roberto.
- Linctron -
- Unit 2013 -

### "The Route of All Evil"
- Brett Blob – een blobachtige alien die een pestkop is op de school van Dwight Conrad en Cubert Farnsworth. Hij is de zoon van de Horrible Gelatinous Blob.

### "Bendin' in the Wind"
- Beck – Neemt Bender mee op een tour met zichzelf als een lid van zijn band.
- Cylon and Garfunkle – een muzikaal duo.
- 'Patchcord Adams – een dokterrobot gebaseerd op Patch Adams.

### "Time Keeps on Slippin'"
- Armo – Een van de vijf atomische supermensen. Hij heeft 5 armen.
- Lazar – Een van de vijf atomische supermensen. Hij heeft laseroren.
- Thorias – Een van de vijf atomische supermensen. Hij heeft een kanon in zijn borst.
- Grotrain – Een van de vijf atomische supermensen. Hij is erg lang en heeft zeer lange armen.
- Arachneon (overleden) – Een van de vijf atomische supermensen. Hij was half mens, half spin. Werd gedood door Thorias.
- Curly Joe – Een van de globetrotters.
- Sweet Clyde - Een van de globetrotters.
- Goose - Een van de globetrotters.

### "I Dated a Robot"
- Liubot – Robotduplicaten van Lucy Liu.
- The Being Of Inconceivable Horror - Winnaar van de eBayveiling voor de Melkweg.
- The Space Pope – voorstander van propagandafilms waarin wordt gewaarschuwd voor de gevaren van liefde tussen mensen en robots.

### "A Leela of Her Own"
- Tiny Iota - Blernsball speler
- Hank Aaron XXIV – de slechtste speler in de geschiedenis (van blernsball).
- Hank Aaron -
- Jackie Anderson – De eerste vrouw die goed Blernsball kon spelen.

### "A Pharaoh to Remember"
- Farao Hamenthotep (overleden) – de farao van de planeet Osiris IV, tot hij om het leven kwam omdat de neus van de sfinx op hem viel.

### "Anthology of Interest II"
Geen

### "Roswell That Ends Well"
- Enos (overleden) – De man van wie Fry dacht dat hij zijn grootvader was. Later bleek dit niet het geval te zijn.
- Mildred (overleden) – Frys grootmoeder.

### "Godfellas"
- Malachi (overleden) – Een shrimpkin die op Bender woonde en hem aanbad als god. Kwam om in een nucleaire oorlog.
- Malachi Jr. (overleden) – een shrimpkin die ok Bender aanbad. Kwam om in een nucleaire oorlog.
- "God-Space Entity" – een mysterieuze stem die met Bender sprak en beweerde “er altijd al geweest te zijn”.

### "Future Stock"
- Steve "That Guy" Castle (overleden) – een man die in de jaren 80 werd ingevroren en in e toekomst ontdooit. Hij nam Planet Express over en probeerde deze aan Mom te verkopen. Stierf aan boneitis.

### "The 30% Iron Chef"
- Helmut Spargel (overleden) – een parodie op Yoda uit Star Wars.
- Chairman Koji – De opzichter van het Keuken Coliseum.

## Seizoen 4

### "Kif Gets Knocked Up a Notch"
- Spirit – Amy's droompony, gemaakt door Kif in het HoloShed.
- The Grand Midwife – De ceremoniële verjaardagleider.
- Atilla the Hun – een van de kwaadaardige hologrammen die echt werd door een fout van de Holoshed.
- Jack the Ripper - een van de kwaadaardige hologrammen die echt werd door een fout van de Holoshed.
- Professor Moriarty - een van de kwaadaardige hologrammen die echt werd door een fout van de Holoshed .
- Kwaadaardige Lincoln - een van de kwaadaardige hologrammen die echt werd door een fout van de Holoshed.

### "Leela's Homeworld"
- Virginia – een inktvisachtig wezen die Leela in de riolen tegenkwam.
- Brainzilla – Waarschijnlijk het slimste wezen op Aarde.

### "Love and Rocket"
- Sheldon – Co-manager van Romanticorp.
- Gwen – Sheldons vrouw en co-manager van Romanticorp
- Sean – Leela's ex-vriend.
- Auto-Pilot – De computer van het Planet Express schip.

### "Less Than Hero"
- Dr. Flimflam – Uitvinder van Dr. Flimflam's Miracle Cream
- Andrew – Een kleine robot gebruikt door de Mugger.
- De Zookeeper – Een schurk die dieren zijn misdaden laat plegen. Zijn handlangers zijn:
  - Een das die niets te verliezen heeft.
  - Een olifant die nooit vergeet om te doden.
  - Lucky – De Zookeeper's krab.
  - Fingers – een slang.
  - Hawk – Een havik.
  - Solomon – Een gorilla.

### "A Taste of Freedom"
- Shankman – Uitvinder van Shankman's Rubbing Compound
- Ambassadeur Mervin – Dr. Zoidbergs ambassadeur van de Decapodian Ambassade.
- Hugh Man – mogelijk een valse naam gebruikt door een decapodian om militaire codes te krijgen van Zapp Brannigan.
- Johnson – waarschijnlijk de eigenaar van Johnson's Collapsible Top Hats
- Judge Myrtle Fu – de hoofdrechter van de opperste rechtszaal.

### "Bender Should Not Be Allowed on TV"
- Antonio Calculon, Jr. – Calculons zoon in All My Circuits
- Coolometer -
- Macaulay Culcon – een Macaulay Culkin-achtige kindsterrobot.
- Emotitron, Jr – een kindsterrobot.
- Sleazy Martinez – Een van Calculons kwaadaardige sextuplets.
- Network President – een robot in de vorm van een laptop.
- Executive Alpha – een van de netwerkproducers.
- Executive Beta – een van de netwerkproducers.
- Executive Gamma – een van de netwerkproducers.
- SpaceBoy – de hoofdpersoon in een stripboek dat Fry leest.
- Stage Mom 7.0 -

### "Jurassic Bark"
- Mr. Vitelli (Overleden) – Panucci's miljoenste klant.
- Seymour (overleden) – Frys hond. Hij wachtte nog jaren tot Fry terug zou keren, maar stierf toen hij 15 werd.
- Dr. Ben Beeler – de onderzoeker die Frys hond verzorgde na Frys verdwijning.
- Robo-Puppy  (vernietigd)– Benders robotische hond, gelijk in ontwerp aan AIBO.
- Yancy Fry (overleden) - Frys vader.
- Mrs. Fry (overleden) - Frys moeder.

### "Crimes of the Hot"
- Mr. Sunbeam – de zonnestraal uit de broeikaseffectfilm Global Warming, or: None Like it Hot!
- Curious Pussycat – een populair speeltje in Japan.
- Father O'Malley –
- Galapagos Princess – De robot/boot die robots naar de Galapagos Eilanden brengt.
- Keg Robot -

### "Teenage Mutant Leela's Hurdles"
- Pazuzu – de Professors gargoyle.
- Mavis (overleden) – de oude ober in Gummer's Cafeteria
- Wanda – de nieuwe ober in Gummer's Cafeteria
- Heather – de gezondheidsspecialist in The Bubbling Geezer Hot Springs Spa
- Stenchy – Eigenaar van Stenchy's.
- Moose – Een elandachtige mutant.
- Mandy – Moose' vriendin.
- Martin Luther Thing, Jr. – vernoemd naar de echte Martin Luther King, Jr.
- Norman (Overleden) – Dr. Zoidbergs broer.

### "The Why of Fry"
- Chaz – Leela's afspraakje.
- Kaplan – Eigenaar van Kaplan's Carpet Warehouse
- Phillip J. Fry – een ander wezen uit "Hovering Squidworld 97-A"

### "Where No Fan Has Gone Before"
- Jim – een van de wachters die Star Trek fans in de vulkaan duwt.
- Welshie – de persoon die Scotty verving in de musical reünie gedurende de 23e eeuw.
- Melllvar – het energiegas van Omega 3 dat de Star Trek crew ving.
- Melllvar's mom – Een niet bij naam genoemd energiewezen.

### "The Sting"
- Tante Rita – Benders tante.

### "Bend Her"
- Joe –
- Barbados Slim – de goudenmedaillewinnaar voor het olympische limbodansen.
- Congo Jack (Fry) – Frys vermomming.

### "Obsoletely Fabulous"
- Nannybot 1.0 – Een robot gemaakt om op kinderen te passen.
- Robot 1-X – Een superieur model van een robot gemaakt door Mom's Friendly Robot Company. Krijgt haar energie van vervuiling en haar uitlaatgassen bestaan enkel uit zuurstof. *Cartridge Unit – de cartridge spelende robot op een tropisch eiland.
- Sinclair 2K – Een robot met een slecht geheugen.
- Cymbal-Banging Monkey – een van de robots op het tropische eiland.
- Waterwheel Robot – de vrouwelijke robot op het tropische eiland.

### "The Farnsworth Parabox"
In deze aflevering komen andere versies van de hoofdpersonen voor.

### "Three Hundred Big Boys"
- Hacking Jack – Eigenaar van Hacking Jack’s Fine Smokables
- Mushu – De beroemde walvis die Amy’s horloge opat.
- Kitty – De snobgast in de Treasures of the Silk Surplus receptie noemt haar naam.
- Commander Riker – Commander Riker’s Island, waar Kif zit opgesloten, is naar hem vernoemd.

### "Spanish Fry"
- Ranger Park – De parkwachter van Duraflame National Forest.

### "The Devil's Hands are Idle Playthings"
- Mrs. Mellonger – Frys holofoonlerares.
- Sean – Leela's ex-vriend.
- Doug – een robot in de band van de robotduivel.
- Rectal Exambot – een van de robots op het "Wiel van de Robots."
- Jambe –Hedonism-Bots dienaar.